# Albești-Paleologu
Albești-Paleologu là một xã thuộc hạt Prahova, România. Dân số thời điểm năm 2002 là 5789 người.